# Arne Slot
Arend Martijn „Arne” Slot (n. 17 septembrie 1978, Bergentheim⁠(d), Overijssel, Țările de Jos) este un fotbalist neerlandez retras din activitate, care a jucat pe post de mijlocaș la echipe ca Zwolle, Breda și Sparta Rotterdam. Pe plan internațional, are prezențe la națională pentru Țările de Jos U19⁠(d). După încheierea carierei, a devenit antrenor, și a antrenat, printre altele, Feyenoord și AZ Alkmaar.
A jucat în total 208 meciuri în Eredivisie, înscriind 27 de goluri. În Eerste Divisie (divizia a doua), s-a remarcat prin 38 de goluri în trei sezoane disputate. În 2013, s-a retras din cariera de jucător la echipa de primă ligă PEC Zwolle pentru a-și începe cariera de antrenor.
A primit prima misiune de antrenor principal în 2019 la echipa AZ Alkmaar; a condus echipa în faza grupelor din Europa League în primul său sezon, iar în campionatul olandez a ocupat locul doi, fiind devansată doar de AFC Ajax, care a terminat cu același punctaj. A fost concediat de AZ în decembrie 2020, deoarece s-a aflat despre negocierile începute cu Feyenoord. A fost numit antrenor principal al Feyenoordului în vara lui 2021 și a condus echipa de la Rotterdam până în finala UEFA Europa Conference League 2022, iar în 2023 a câștigat titlul de campion. În 2024, a obținut un nou trofeu cu Feyenoord, Cupa Olandei.
Din 1 iunie 2024, este antrenorul echipei engleze Liverpool cu care a semnat un contract pentru trei sezoane.